# Киевец (Львовская область)
Киевец (укр. Київець) — село в Розвадовской сельской общине Стрыйского района Львовской области Украины.
Население по переписи 2001 года составляло 1220 человек. Занимает площадь 1,63 км². Почтовый индекс — 81645. Телефонный код — 3241.